# San Geronimito
San Geronimito är en ort i Mexiko.   Den ligger i kommunen Jonuta och delstaten Tabasco, i den sydöstra delen av landet, 800 km öster om huvudstaden Mexico City. San Geronimito ligger 5 meter över havet och antalet invånare är 175.
Terrängen runt San Geronimito är mycket platt. Runt San Geronimito är det ganska glesbefolkat, med 27 invånare per kvadratkilometer. Närmaste större samhälle är Torno Largo 2da. Sección, 9,7 km väster om San Geronimito. Omgivningarna runt San Geronimito är en mosaik av jordbruksmark och naturlig växtlighet.